# 16 Cephei
Désignations
16 Cephei (en abrégé 16 Cep) est une une étoile de la constellation boréale de Céphée. Elle est visible à l'œil nu sous un ciel préservé de la pollution lumineuse avec une magnitude apparente de 5,03. C'est une étoile jaune-blanc de la séquence principale localisée à 120 années-lumière de la Terre.

## Environnement stellaire
16 Cephei présente une parallaxe annuelle de 27,23 ± 0,07 mas telle que mesurée par le satellite Gaia, ce qui permet d'en déduire qu'elle est distante de 36,73 ± 0,10 pc (∼120 al) de la Terre. L'étoile possède un mouvement propre relativement élevé, traversant la sphère céleste à un rythme de 0,174 seconde d'arc par an,. Elle se rapproche du Système solaire à une vitesse radiale héliocentrique de −21,5 km/s.
Elle possède un compagnon de douzième magnitude recensé dans les catalogues d'étoiles double et multiples. En date de 2015, cette étoile était localisée à une distance angulaire de 118,7 secondes d'arc et selon un angle de position de 169° de la primaire. Elle apparaît n'être qu'une double purement optique, beaucoup plus lointaine,.

## Propriétés
16 Cephei est une étoile jaune-blanc de la séquence principale ordinaire de type spectral F5 V. Elle est un peu plus chaude que le Soleil avec une température de surface de 6 238 K. Elle est âgée d'environ deux milliards d'années et elle est 1,38 fois plus massive que le Soleil. L'étoile tourne sur elle-même à une vitesse de rotation projetée de 26,4 km/s. Son rayon est 2,45 fois plus grand que le rayon solaire et elle est 11,1 fois plus lumineuse que le Soleil. L'étoile est une source connue de rayons X.